# 보령 충정공 이시방 신도비
보령 충정공 이시방 신도비(保寧 忠靖公 李時昉 神道碑)는 대한민국 충청남도 보령시 오천면 영보리에 있는, 인조반정 공신에 녹훈된 충정공 이시방의 신도비이다. 2019년 5월 10일 보령시의 향토문화유산 제9호로 지정되었다.

## 지정 사유
조선중기 양반가 신도비의 전형적인 형식을 반영하고 있는 자료로, 인조반정 공신에 녹훈된 충정공 이시방의 신도비로 비문이 3,000여자에 달하며 대동법 실시, 정묘호란 등 조선 중기의 사회상을 알 수 있는 자료로 보령시 향토문화유산으로 지정한다.

## 같이 보기
- 이시방